# Najdorf-Variante
|   | a | b | c | d | e | f | g | h |   |
| 8 |   |   |   |   |   |   |   |   | 8 |
| 7 |   |   |   |   |   |   |   |   | 7 |
| 6 |   |   |   |   |   |   |   |   | 6 |
| 5 |   |   |   |   |   |   |   |   | 5 |
| 4 |   |   |   |   |   |   |   |   | 4 |
| 3 |   |   |   |   |   |   |   |   | 3 |
| 2 |   |   |   |   |   |   |   |   | 2 |
| 1 |   |   |   |   |   |   |   |   | 1 |
|   | a | b | c | d | e | f | g | h |   |

Die Grundstellung der Najdorf-Variante nach 5. … a7–a6
Die Najdorf-Variante der Sizilianischen Verteidigung ist eine der komplexesten und gleichzeitig bekanntesten Eröffnungen im Schachspiel.
Sie ist in den ECO-Codes unter den Schlüsseln B90 bis B99 klassifiziert und entsteht nach den Zügen: 
1. e2–e4  c7–c5
2. Sg1–f3 d7–d6
3. d2–d4  c5xd4
4. Sf3xd4 Sg8–f6
5. Sb1–c3 a7–a6
Aus der Najdorf-Variante können, je nach gewähltem Abspiel, zweischneidige Stellungen entstehen, in denen Weiß am Königsflügel und Schwarz am Damenflügel angreift. Dies gilt beispielsweise für Fortsetzungen mit heterogenen Rochaden, in denen Weiß lang und Schwarz kurz rochiert.
Die Najdorf-Variante hat sich aus dem „klassischen Sizilianer“ entwickelt. Der Zug 5. … a6, der im ersten Moment passiv oder gar überflüssig erscheint, da er nichts zur Figurenentwicklung beiträgt, hat den Vorteil, dass er gegenüber 5. … Sc6 eine größere Flexibilität im schwarzen Aufbau erhält. So geht der Springer von b8 manchmal über d7 nach c5, um auf den e4-Bauern zu drücken. Außerdem bereitet er mögliches schwarzes Gegenspiel am Damenflügel vor und kontrolliert das Feld b5, das nun weder für die weißen Springer noch für den Läufer zugänglich ist.
Dem schwarzen Spieler werden durch 5. … a6 aktive Möglichkeiten wie e7–e5 und b7–b5 eröffnet. Durch den Zug e7–e6 kann Schwarz oft in die Scheveninger Variante einlenken. 
Oft sucht Schwarz den schnellen Angriff auf dem Damenflügel mittels b7–b5–b4, dem Weiß mit einem Bauernsturm am Königsflügel (f2–f4–f5, g2–g4–g5 usw.) zuvorkommen will. In einigen Varianten opfert Weiß seinen c3-Springer auf d5 für die Öffnung der e-Linie. 
Ein anderer Grundgedanke der Najdorf-Variante ist eigentlich der Zug e7–e5, um die engeren Stellungen der Scheveninger Variante zu vermeiden. 6. Lc1–g5 und 6. Lf1–c4 unterbinden wegen der Schwächung des Feldes d5 in strategischer Hinsicht e7–e5. 

## Geschichte
Stellungen, die heute als Najdorf-Variante bezeichnet werden, wurden in Partien vom Beginn der 1930er Jahre zunächst durch Zugumstellung über Abspiele der Scheveninger Variante 5. … e7–e6 erreicht, z. B. 6. Lc1–g5 a7–a6.
Der namensgebende „Entdecker“ der Variante ist der Schachgroßmeister Miguel Najdorf (1910–1997). Früh in seiner Karriere begann er, die Sizilianische Verteidigung zu spielen. In seiner Partie gegen Christian Poulsen auf der Schacholympiade 1939 in Buenos Aires brachte er dann zum ersten Mal in seiner Karriere die Najdorf-Variante in reiner Zugfolge aufs Brett.
In den Folgejahren konnte sich die Najdorf-Variante nur langsam durchsetzen, erst Anfang der 50er Jahre gewann sie immer mehr an Popularität. Anfangs nur von Pilnik, Petrosjan und Najdorf selbst gespielt, bekam die Najdorf-Variante nun immer mehr Anhänger, zu denen weltberühmte Spieler wie Michail Tal und Bobby Fischer zählten. Anfang der 80er Jahre erlebte die Variante durch Garri Kasparow, der sie als seine Hauptwaffe mit den schwarzen Steinen ansah, einen zweiten Frühling. Heute noch ist sie eine der beliebtesten Erwiderungen auf 1. e4, sowohl auf Großmeister-, als auch auf Klubspielerniveau.
Durch die große Zahl an Abspielen und Variationen gilt die Najdorf-Variante als eine der am meisten gefürchteten und kompliziertesten Schacheröffnungen überhaupt. Manche Varianten sind bis weit über den 20. Zug hinaus analysiert.

## Varianten
6. Lc1–g5, 6. Lc1–e3 und 6. Lf1–e2 sind die häufigsten Abspiele.
- 6. Lc1–g5 e7–e6 (Nach 6. … e7–e5? 7. Lg5xf6 Dd8xf6 8. Sc3–d5 Df6–d8 9. Sd4–f5 steht Weiß besser. 6. … Sb8–d7 ist jedoch eine Alternative, da dies ebenso einen Doppelbauern auf f6 vermeidet.) 7. f2–f4 Weiß droht nun sowohl e4–e5, was momentan eine Figur gewinnen würde, als auch f4–f5. 
  - Die Hauptvariante ist weiteres 7. … Lf8–e7 8. Dd1–f3 Dd8–c7 (Die Göteborger Variante 8. … h6 9. Lh4 g5 bewährte sich nicht.) 9. 0–0–0 Sb8–d7.
    - Boris Spasski spielte hiernach 10. Lf1–d3 b7–b5 11. Th1–e1. Hierbei geschieht auf b5–b4 Sc3–d5. Z.B. 11. … Lc8–b7 12. Df3–g3 b5–b4 13. Sc3–d5 e6xd5 14. e4xd5 oder 14. e4–e5.
    - Oft zieht Weiß seinen Königsflügel auf mit 10. g2–g4 b7–b5 11. Lg5xf6 Sd7xf6 (g7xf6 geschah in Cholmow - Bronstein, Kiew 1964) 12. g4–g5 und f4–f5.

  - Ein scharfes System ist die sogenannte Bauernraubvariante 7. … Dd8–b6.
  - 7. … b7–b5 ist die Polugajewski-Variante. Die Polugajewski-Variante ist eine von drei möglichen Versuchen, die Aufstellung Lb7, Sbd7 und Dc7 mit Läufer auf f8 einzunehmen, wodurch Schwarz ein Tempo für sein Gegenspiel am Damenflügel gewinnt. Die anderen sind 7. … Dd8–c7, 7. … Sb8–d7 (gern von Boris Gelfand gespielt).
- Mit dem von Bobby Fischer vorwiegend gespielten 6. Lf1–c4 geht das Spiel in die Sosin-Variante über.
- Gelegentlich spielte Fischer 6. h2–h3 mit der Idee 7. g2–g4 nebst Lf1–g2. 6. h3 ist nach Weaver Adams benannt.
- 6. f2–f3 leitet das Muster Le3, Dd2, f3, g4 des Englischen Angriffs ein, der die meistgespielte Variante ist.
- Bei der Einleitung des Englischen Angriffs via 6. Lc1–e3 kann sofortiges 6. … Sf6–g4 stören. 6. Lc1–e3 e7–e6 7. g2–g4 mit der Einladung zu e6–e5 8. Sd4–f5 g7–g6 9. g4–g5 g6xf5 10. e4xf5 d7–d5 11. Dd1–f3 d5–d4 12. 0–0–0 wurde Perenyi-Gambit oder Ungarischer Angriff genannt.
- 6. Lf1–e2 ist eine ruhige, positionelle Fortsetzung, die gern von Anatoli Karpow gespielt wurde. Oft lenkte Garri Kasparow mit e7–e6 in die Scheveninger Variante ein. 6. … e7–e5 7. Sd4–b3 Lf8–e7 8. 0–0 0–0 ist typisch für die Najdorf-Variante.
- 6. g2–g3 ist eine ruhige, positionelle Fortsetzung, in der Weiß seinen weißfeldrigen Läufer sofort auf dessen große Diagonale bringt und somit Zentrumskontrolle erlangt.
- 6. f2–f4
- 6. a2–a4 (gegen b7–b5 gerichtet).